# مورتال كومبات 11
مورتال كومبات 11 (بالإنجليزية: Mortal Kombat 11)‏، هي لعبة فيديو والجزء الحادي عشر من سلسلة مورتال كومبات، تم تطوير اللعبة من قبل نيثرريلم ستوديوز الأمريكية، ومن نشر وارنر برذرز إنترآكتيف إنترتيمنت، حيث تعمل لمنصات بلاي ستيشن 4، نينتندو سويتش، إكس بوكس ون ومايكروسوفت ويندوز، وللمرة الأولى من تاريخ سلسلة مورتال كومبات، تم إضافة اللغة العربية في موقع ستيم.

## القصة
بعد مرور 6 أشهر على أحداث (مورتال كومبات إكس)حيث نرى في بداية اللعبة إله البرق وحامي الأرض (رايدن)وهو يقوم بتعذيب الإله الساقط إله العالم السفلي (شينوك)بكل وحشية وبعدها حدث نقاش بينهما عن التغير الذي حصل لي (رايدن)وكيف أصبح أكثر سوداية وظلامية وكيف تغير منهج (رايدن) واخلاقياته بشكل بكلي حيث كان هدفه حفظ السلام وحماية الأرض ولكن الآن هدفه تدمير كل من يفكر في تهديد الأرض وبعدها (رايدن)يريد ان يقتل (شينوك)ولكن (شينوك)قال ان الآلهة لايتم قتلها وقال (حتى أنت يا رايدن لايمكنك قتل الآلهة)ولكن (رايدن) يقول (هناك اقدارً أسوء من الموت) وبشكل صاعق يقوم (رايدن)بصناعة سيف طاقة من البرق ليقوم لعدها بقطع رأس (شينوك)بمنتهى البشاعة والوحشية وبذلك يتدلى راس (شينوك)أرضاً لكي يقوم (رايدن)بحمله ويضعه على مكان حجري ويقول (رايدن): انني سوف اجلب رأسك معي في العالم السفلي لكي اقوم بتهديد كلاً من (لوغانغ) وأيضاً (كيتانا) واحذرهم من ان لايفكرا مجرد التفكير بفكرة غزو الأرض لان (رايدن)لم يعد رحيماً بعد الآن وهو مستعد لفعل أي شيء مقابل حماية الأرض ومن ثم تظهر (كورونيكا) سيدة الزمن ووالدة (شينوك) وتذهب لرأس (شينوك) المقطوعة وتقول ان (رايدن) قام بتغيير واضرار التاريخ وانها ستعمل على اصلاحه وهنا يبدا الجزء.

## روابط خارجية
- مورتال كومبات 11 على موقع IMDb (الإنجليزية)